# 乌娜·奥尼尔
烏娜·歐尼爾·卓别林（英語：Oona O'Neill Chaplin, Lady Chaplin，1925年5月14日—1991年9月27日），生于百慕大，出生于美国，后取得英国国籍，諾貝爾文学奖和普利策獎得主尤金·歐尼爾之女，英国喜剧大师查理·卓別林的最后一任妻子。

## 生平
烏娜·歐尼爾出生於百慕達的一個作家家庭，父親是諾貝爾文学奖和普利策獎得主尤金·歐尼爾，祖父是愛爾蘭人。
曾和名作家杰罗姆·大卫·塞林格交往，但塞林格之後卻在報上看到她和名演員卓別林結婚的消息；1943年6月16日與著名演員查理·卓別林結婚，當時卓別林54歲，而歐尼爾只有18歲，兩人年齡相差36年，意味卓別林的年齡老得可以當她的爺爺；父親尤金·歐尼爾極度反對女兒的婚事，婚後即餘生與烏娜斷絕關係。
雖則如此，烏娜與查理似乎都遇到彼此的一生摰愛。與夫君婚前短命而混亂、招惹輿論醜聞及官司纏身的婚戀生活相比，兩人的婚姻穩定且悠長，長達34年直至查理終老；兩人更育有有八個兒女：兒子克里斯多福、尤金和麥可；女兒傑拉爾丁、約瑟芬、簡、維多利亞和安娜特-埃米利。烏娜喪夫後更極度悲痛以致酗酒度日，守寡14年後與世長辭。
其女兒維多利亞·卓別林現為著名馬戲藝人，創立「隱形馬戲」，在世界各地巡迴演出。